# Carlingford Lough SPA
Carlingford Lough SPA este o arie protejată (arie de protecție specială avifaunistică — SPA) din Irlanda întinsă pe o suprafață de 595,12 ha, integral pe uscat.

## Localizare
Centrul sitului Carlingford Lough SPA este situat la coordonatele 54°01′34″N 6°07′46″W / 54.026029°N 6.12948°V.

## Înființare
Situl Carlingford Lough SPA a fost declarat arie de protecție specială avifaunistică în octombrie 1996 pentru a proteja 8 specii de animale.

## Biodiversitate
Situată în ecoregiunea atlantică, aria protejată nu include niciun habitat protejat.
La baza desemnării sitului se află mai multe specii protejate de  păsări (8): pietruș (Arenaria interpres), Branta bernicla, fugaci de țărm (Calidris alpina), scoicar (Haematopus ostralegus), sitar de mal nordic (Limosa lapponica), Mergus serrator, cormoran mare (Phalacrocorax carbo), fluierarul cu picioare roșii (Tringa totanus).